# Stevan Jovetić
Stevan Jovetić (Titogrado, 2 de novembro de 1989) é um futebolista montenegrino que atua como atacante. Atualmente joga no Omonia, do Chipre.

## Carreira

### Partizan
Em 2006, com apenas 16 anos, Stevan Jovetić fez sua estreia como profissional pelo Partizan, em uma partida contra o Voždovac.
Já em 2007, marcou um hat-trick em uma partida contra o Zrinjski, em que sua equipe goleou por 5–0, jogo válido pela fase preliminar da Copa da UEFA. Algum tempo depois foi escolhido capitão da equipe, com apenas 18 anos, e tornou-se o capitão mais jovem da história do Partizan.

### Fiorentina

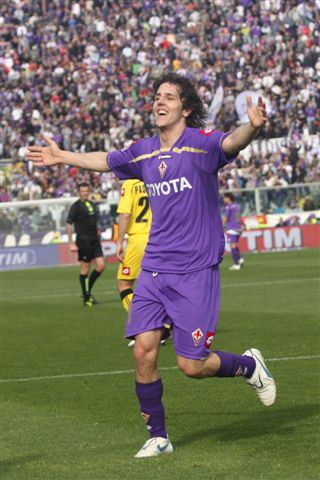
Jovetić atuando pela Fiorentina em 2010

Jovetić foi anunciado oficialmente pela Fiorentina no dia julho de 2008, por 8 milhões de euros. O atacante atingiu seu auge na equipe durante a temporada 2009–10, quando teve excelentes atuações na Liga dos Campeões da UEFA, fazendo com que a Viola chegasse às oitavas de final, sendo eliminada pelo Bayern de Munique.
Um dos momentos mais difíceis da carreira de Jovetić foi uma grave lesão sofrida nos ligamentos do joelho durante a pré temporada 2010–11, retornando apenas na temporada seguinte.
Ele acabou recuperando seu bom futebol, e após uma temporada de destaque foi novamente alvo de clubes europeus na janela de transferências, mas recusou as propostas que teve e permaneceu na Fiorentina por amor à equipe.

### Manchester City
Foi oficializado como novo jogador do Manchester City no dia 19 de julho de 2013, custando 27 milhões de euros e recebendo a camisa de número 35.

### Internazionale
Em 31 de julho de 2015, foi cedido por empréstimo a Internazionale para uma temporada e meia.

### Sevilla
Sem espaço no clube italiano, o jogador foi cedido por empréstimo ao Sevilla no dia 10 de janeiro de 2017, assinando por meia temporada. Jovetić realizou sua estreia no dia 12 de janeiro, marcando seu primeiro gol no empate de 3 a 3 diante do Real Madrid, em partida válida pela Copa do Rei. Desde que chegou ao clube espanhol, o atacante anotou três gols e contribuiu com quatro assistências em oito jogos.

### Monaco
Foi contratado pelo Monaco no dia 29 de agosto de 2017, assinando contrato até 2021.

## Títulos
Partizan
- Campeonato Sérvio: 2007–08
- Copa da Sérvia: 2007–08

Manchester City
- Premier League: 2013–14
- Copa da Liga Inglesa: 2013–14

Olympiacos
- Liga Conferência Europa da UEFA: 2023–24